# اسپاونون
اسپاونون (به انگلیسی: Spaunton) یک روستا و محله مدنی در بریتانیا است که در Ryedale واقع شده‌است.